# رما دونی
رما دونی (انگلیسی: Roma Downey؛ زادهٔ ۶ مهٔ ۱۹۶۰) یک هنرپیشه، و تهیه‌کننده اهل ایرلند است.
او در فیلم دکمه‌ها و آخرین حرف بازی کرده‌است.